# Parque Nacional Yanbaru
O Parque Nacional Yanbaru é um parque nacional japonês, localizado na prefeitura de Okinawa. Extendendo-se por 13 622 hectares, foi designado parque nacional em 15 de setembro de 2016.